# 張忠謀
張忠謀（1931年7月10日—），台灣積體電路製造創辦人、新竹工業技術研究院前院長及台灣半導體企業家。2018年－2023年代表總統蔡英文出任APEC中華台北領袖代表，並擔任蔣經國國際學術交流基金會董事，出生於今中國浙江寧波，成長在中華民國和英屬香港，畢業於麻省理工學院機械工程學士，史丹佛大學電機博士，曾任工業技術研究院院長及麻省理工學院董事。也曾是世界先進積體電路公司董事長，曾獲IEEE榮譽獎章，並被浙江工商大學浙商博物館列入浙商名人堂，有「台灣半導體教父」之稱譽，2006年、2018年至2023年出任APEC台灣領袖代表。2020年《富比士》公布的台灣50大富豪，張忠謀資產為15億美元，排名第28。

## 生平

### 早年
張忠謀1931年出生於浙江鄞縣，父親張蔚觀是鄞縣財政處長，1932年遷居南京，1937年遷居廣州，時抗日戰爭爆發，廣州遭來自台灣的日軍轟炸，遷居英屬香港。1941年太平洋戰爭爆發，日軍佔領香港。1943年再遷居重慶，進入重慶南開中學就讀。1945年抗戰勝利，遷居上海，進入上海市南洋模範中學就讀。1948年國共戰爭，隨家人再回到香港。
1949年赴美國波士頓就讀哈佛大學，次年轉學麻省理工學院機械工程學系。1952年獲得麻省理工學院機械工程學士，1953年獲得碩士學位，同年與第一任妻子克莉絲汀·陳結婚。

### 職業經歷
1955年，張忠謀因两次未能通过麻省理工学院的博士学位资格考试，决定尝试进入職場。其在自傳中將落選博士的經歷「视为一生的最大幸运」。初期曾考慮到福特汽車的底特律研發中心工作，因福特汽車給的薪資待遇比希凡尼亞公司（Sylvania Electric Products）的半導體部門少了一美元的月薪，所以選擇進入希凡尼亞公司工作，從此踏入半導體產業。1958年到德州儀器事業部工作，三年後成為工程部經理。1962年入籍美國，1964年獲得美國史丹福大學電機工程學系博士學位。
1968年，張忠謀與德州儀器執行長雪普德赴台商討德州儀器在台灣設廠案，與李國鼎首次見面。
1972年，升任德州儀器集團副總經理。1981年，張忠謀受邀來台建言，與孫運璿見面。隔年，張忠謀到剛成立的新竹科學園區參訪，孫運璿邀請張忠謀出任工研院院長一職，但因薪資而被張忠謀婉拒。1983年，離開德州儀器，改入通用儀器公司擔任營運長。
1985年，再應孫運璿之邀到臺灣擔任工業技術研究院院長，兼任聯華電子董事長，1987年2月1日受國府邀請而籌辦荷蘭飛利浦與工研院合資成立的台灣積體電路製造股份有限公司，任董事長兼總裁（執行長）。據張透露當年他發展代工模式的時候，還曾邀英特爾入股，但英特爾始終堅持IDM而未獲重視。
1994年，創立世界先進積體電路公司。
2005年，取得百人會會員資格。同年辭去台積電執行長，由蔡力行擔任該公司執行長。
2006年11月，代表中華台北出席該年於越南舉辦的亞太經濟合作會議領袖會議；11月18日抵達主辦城市越南河內。
2009年6月11日，宣布回任台積電執行長。
2013年7月18日，宣布將辭去台積電執行長；11月12日，辭去台積電執行長一職，僅擔任董事長。
2017年10月2日，宣布將在2018年6月台積電股東常會後辭去台積電公司職務，正式退休。
2018年6月5日，在台積電股東常會上宣佈「不續任董事、不接顧問、不擔任榮董」正式退休，由劉德音與魏哲家任董事長及總裁一職。

### 退休後
2018年7月10日，張忠謀與夫人張淑芬一起重回台積電，參加台積電新竹總部為他舉辦的「張忠謀大樓」（Morris Chang Building）揭幕典禮。

## 榮譽

### 中华民国勋章奖章
- 二等景星勋章（2011年10月25日于臺北总统府颁授[22][23]）
- 一等卿云勋章（2018年9月14日于臺北总统府颁授[24]）
- 中山勋章（2024年4月19日于臺北总统府颁授[25]）

### 媒体评奖
1999年，首先由美國《彭博商業週刊》遴選為「全球最佳經理人之一」。
2000年，獲IEEE協會授予Robert N. Noyce獎。同年，美國《時代雜誌》評為「最有影響力的二十六位總經理」的其中一員。
2005年11月，《電子商業雜誌（Electronic Business）》評為「全球10位最具影響力領袖」。
2011年，榮獲IEEE榮譽獎章。
2016年，《日本經濟新聞》在評選亞洲企業前20大MVP時，張忠謀與郭台銘名列榜上。

### 名譽學位
獲國立臺灣大學名譽博士提名。

## 著作
| 年份   | 書名                         | 出版社        | ISBN                       |
| ------ | ---------------------------- | ------------- | -------------------------- |
| 1998年 | 張忠謀自傳（上冊） 1931-1964 | 臺灣:天下文化 | ISBN 9576214491（中文）    |
| 2024年 | 張忠謀自傳（下冊） 1964-2018 | 臺灣:天下文化 | ISBN 9786263559752（中文） |